# Холик, Георг

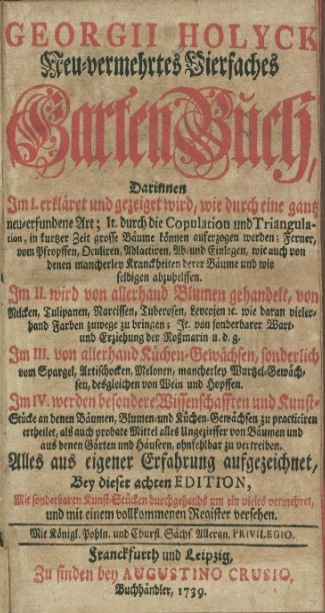

Георг Холик (нем. Georg Holyck, или Иржи Голик чеш. Jiří Holík) (11 марта 1635 — около 1710) — специалист в области садоводства, первооткрыватель новых способов прививок; протестантский священник и писатель.
Умер в Риге.